# Westelijke Tuinsteden
Les Westelijke Tuinsteden (« Cités-jardins de l'ouest » en néerlandais) constituent un ensemble de quartiers de la ville d'Amsterdam, aux Pays-Bas. Elles virent le jour dans les années 1950 et 60 dans le cadre de la mise en place du Plan général d'élargissement de 1935. Développées autour de quatre axes, logements, emplois, loisirs et transport, conformément aux plans de Cornelis van Eesteren, ces cités-jardins traduisent la volonté de privilégier « la lumière, l'air et l'espace » comme éléments structurants, et non plus seulement les immeubles. Ces quartiers sont ainsi marqués par la présence de nombreux espaces verts entre les bâtiments.
Six quartiers actuels de la ville en font partie : Bos en Lommer, Slotermeer, Geuzenveld, Slotervaart, Overtoomse Veld et Osdorp. À l'exception de Bos en Lommer, ils font tous partie de l'arrondissement de Nieuw-West. Le lac artificiel de Sloterplas, creusé lors de la construction des nouveaux quartiers, ainsi que le Sloterpark qui l'entoure en constituent le centre. 